# 蔣虹
蒋虹，上海人，中国女演员，歌手。

## 主要作品

### 影视剧
- 《新唐山大兄》
- 《难得有情人》
- 《超越情感》
- 《十三娘》
- 2002年《一网情深》饰 柳翠芸
- 2004年《大唐双龙传》饰 沈落雁

### 歌曲
- 2002年《念念不忘》
- 2005年《寻寻觅觅》（《一网情深》插曲）

## 奖项
- 2002年TVB8金曲榜颁奖典礼金曲奖（《念念不忘》）
- 2002年TVB8金曲榜内地最具潜质女歌手奖